# Route nationale 763
Die Route nationale 763, kurz N 763 oder RN 763, war eine französische Nationalstraße, die von 1933 bis 1973 zwischen Ancenis und Belleville-sur-Vie verlief. Ihre Länge betrug 78 Kilometer. Zwischen Boufféré und Belleville-sur-Vie ist sie als autobahnähnliche Straße ausgebaut.